# Mario Nocentini
Mario Nocentini est un footballeur monégasque né le 31 mars 1927 à Monaco et mort le 1er octobre 1984 dans la même ville. Il était défenseur.